# Ashlie Brillault
Ashlie Nicole Brillault (ur. 21 maja 1987 w San Francisco) – amerykańska aktorka.

## Życiorys
Grała Kate w serialu Lizzie McGuire i w filmie Lizzie McGuire. Za rolę w serialu była nominowana do Young Artist Award (Nagrody Młodych Artystów).

## Filmografia
- Lizzie McGuire (2001–2004) jako Kate Sanders
- Lizzie McGuire (2003) jako Kate Sanders
- One on One (2003–2005) jako Regina
- MG’s Bond Girl Selection Tourney (2004) jako ona sama
- Switched! (2005) jako ona sama
- Fairy Garden Gala (2006) jako ona sama